# Helmontia
Helmontia là một chi thực vật có hoa trong họ Cucurbitaceae.

## Loài
Chi Helmontia gồm các loài: